# Баласе
Баласе́ (фр. и окс. Balacet) — коммуна во Франции, находится в регионе Окситания, недалеко от границы с Испанией. Департамент коммуны — Арьеж. Входит в состав кантона Кастийон-ан-Кузеран. Округ коммуны — Сен-Жирон.
Код INSEE коммуны — 09034.

## Население
Население коммуны на 2008 год составляло 19 человек.
| 1962 | 1968 | 1975 | 1982 | 1990 | 1999 | 2008 |
| ---- | ---- | ---- | ---- | ---- | ---- | ---- |
| 28   | 29   | 26   | 14   | 10   | 24   | 19   |

## Экономика
В 2007 году среди 12 человек в трудоспособном возрасте (15—64 лет) 7 были экономически активными, 5 — неактивными (показатель активности — 58,3 %, в 1999 году было 54,5 %). Из 7 активных работали 5 человек (3 мужчины и 2 женщины), безработных было 2 (1 мужчина и 1 женщина). Среди 5 неактивных 0 человек были учащимися или студентами, 2 — пенсионерами, 3 были неактивными по другим причинам.